# Ла Канјада Флинтриџ (Калифорнија)
Ла Канјада Флинтриџ (енгл. La Cañada Flintridge) град је у америчкој савезној држави Калифорнија. По попису становништва из 2010. у њему је живело 20.246 становника.

## Демографија
Према попису становништва из 2010. у граду је живело 20.246 становника, што је 72 (0,4%) становника мање него 2000. године.
| Група             | 2000.          | 2010.          |
| Белци             | 14.443 (71,1%) | 13.094 (64,7%) |
| Афроамериканци    | 73 (0,4%)      | 109 (0,5%)     |
| Азијати           | 4.180 (20,6%)  | 5.214 (25,8%)  |
| Хиспаноамериканци | 976 (4,8%)     | 1.267 (6,3%)   |
| Укупно            | 20.318         | 20.246         |